# Chrysocharis sunosei
Chrysocharis sunosei är en stekelart som beskrevs av Kamijo 1981. Chrysocharis sunosei ingår i släktet Chrysocharis och familjen finglanssteklar. Inga underarter finns listade i Catalogue of Life.